# Arcivescovo di Novgorod

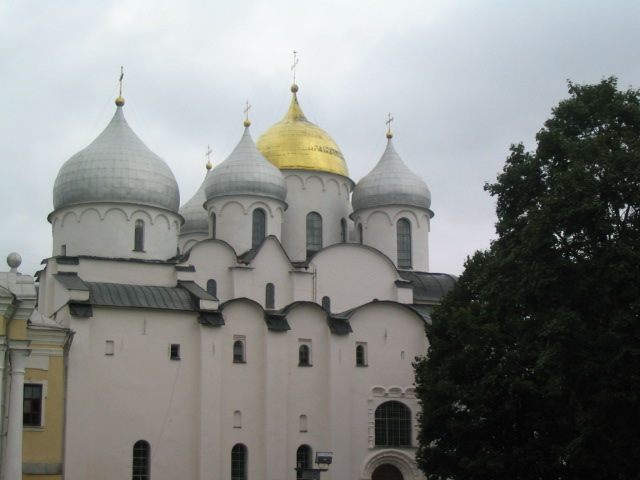
Santa Sofia, chiesa cattedrale dell'arcivescovo di Novgorod la Grande e chiesa madre dell'eparchia.

L'Arcivescovo di Novgorod è il capo dell'eparchia di Novgorod ed una delle più antiche cariche della Chiesa ortodossa russa. L'arcivescovo è stato una figura centrale della cultura e della società della Russia medievale e ha continuato a giocare un ruolo significativo nella storia russa fino ai giorni nostri. Nel passato, anche la città di Pskov rientrava nell'ambito di competenza dell'arcivescovado novgorodiano. L'attuale arcivescovo è Lev Cerpickij.

## Storia

### Il periodo repubblicano
La carica di vescovo di Novgorod vide la luce nel periodo della Conversione al Cristianesimo della Rus' di Kiev (988), le cronache forniscono informazioni che ne datano la nascita tra il 989 e il 992. Subito dopo il suo arrivo, il primo vescovo della città, Gioacchino il Korsuniano, fece costruire la Cattedrale di Santa Sofia in legno. Essa si incendiò nel 1045 e fu ricostruita in pietra su ordine di Vladimir II di Novgorod. Fu consacrata nel 1052 dal vescovo Luka Židjata, in occasione della festività dell'Esaltazione della Santa Croce. La cattedrale risulta essere uno dei più antichi edifici ecclesiastici della Russia.
Nel 1156, il vescovo Arcadio fu eletto attraverso il Veče perché la Metropolia di Kiev era momentaneamente priva di un capo. Prese così avvio una pratica maggiormente autonoma nella scelta dell'arcivescovo, che gli garantì un importante grado di libertà nella gestione degli affari ecclesiastici, anche se nel rispetto dell'autorità centrale della Chiesa ortodossa russa. Fino al 1165 la città fu sede vescovile, ma in quell'anno Giovanni di Novgorod fu innalzato al ruolo di arcivescovo. Tuttavia, mentre varie sedi arcivescovili della Chiesa ortodossa godevano dell'autocefalia, Novgorod rimase sempre subordinata all'autorità di Kiev e, in seguito, di Mosca. Nel corso dei decenni a venire furono utilizzate molteplici modalità di scelta: Il Veče, l'elezione da parte del clero locale e il meccanismo del sorteggio. Quest'ultimo metodo fu utilizzato per l'ultima volta in occasione dell'elezione dell'arcivescovo Sergio nel 1483, il primo moscovita a capo del clero novgorodiano.
Politicamente, l'arcivescovo acquisì un ruolo estremamente importante nell'intero periodo dell'indipendenza della città (1136 - 1478), anche se in questo lasso di tempo non mancarono momenti di difficoltà, come nel caso dell'invasione mongola (1237 - 1240). Tra il 1330 e il 1352, il ruolo d'arcivescovo fu ricoperto da Vasilij Kalika, che riuscì a rinvigorire fortemente la Chiesa di Novgorod. All'inizio del XV secolo il potere del capo del clero novgorodiano crebbe ancora di più. Ad esso furono attribuite numerose funzioni politiche, come patrocinare progetti urbanistici di carattere civile (Detinec), amministrare i tribunali ecclesiastici a cui vennero demandate questioni che nel resto del mondo ortodosso erano riservate alle giurisdizioni civili e supervisionare gli standard dei pesi e delle misure da utilizzare nel mercato cittadino.

### Il periodo zarista

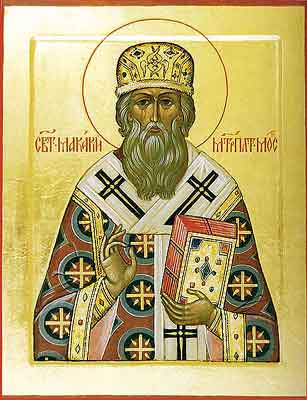
San Macario (1482 - 1563), arcivescovo di Novgorod e, in seguito, Metropolita di Mosca.

Dopo la conquista moscovita del 1478, fu scelto come arcivescovo il moscovita Sergio, che però al termine del 1484 fu rimosso dall'incarico per dei sospetti problemi mentali. Il suo posto fu preso da Gennadio, il primo arcivescovo a non essere estratto a sorte dal 1359. Egli riuscì a contrastare l'eresia dei giudaizzanti, diffusasi a Novgorod e Mosca, e portò a termine la prima traduzione completa della Bibbia in slavo ecclesiastico. Il suo successore Serapione, fu rimosso dall'incarico dopo soli tre anni e dal 1509 al 1526 il soglio arcivescovile rimase vacante.
Nel 1526 la carica fu assunta da Macario (in seguito Metropolita di Mosca) che fece costruire numerose chiese e scrivere le vite dei santi. A Novgorod Macario iniziò a lavorare a degli importanti scritti che poi completò nella capitale. Tra questi spiccano il Grand Minei-Cetii e la Stepennaja Kniga (libro dei titoli della Genealogia Reale), che mette in correlazione gli zar agli imperatori romani.
La figura dell'arcivescovo entrò in crisi durante gli anni di Ivan il Terribile e il successivo Periodo dei torbidi. Novgorod fu tra le città che soffrirono maggiormente l'azione dell'Opričnina. Nel 1570 numerosi cittadini furono massacrati e la Cattedrale di Santa Sofia subì un grave saccheggio (al pari di altri luoghi della città). Nello stesso periodo lo zar Ivan depose l'arcivescovo Pimen e lo mandò ad Alexandrov, dove fu torturato. Morì nel 1572, in circostanze misteriose, presso il monastero di San Nicola a Tula. Il suo successore, Leonida, fu decapitato in Piazza delle Cattedrali su ordine dello zar nell'ottobre del 1575. Nel 1589 l'arcivescovo Alessandro fu elevato al rango di Metropolita di Novgorod la Grande e Velikie Luki (mentre Pskov divenne eparchia autonoma). Durante il Periodo dei Torbidi, la città fu occupata dagli svedesi e il metropolita Isidoro giocò un importante ruolo di negoziazione con gli occupanti e di amministrazione. La città tornò sotto il controllo della Russia solo vari anni dopo, quando la dinastia dei Romanov si insediò al potere.
Novgorod la Grande rimase metropolia fino al 1720, anno in cui torno ad essere sede arcivescovile. Tuttavia, nel 1762 fu nuovamente elevata al rango di metropolia, includendo nel suo ambito anche la nuova città di San Pietroburgo e dopo la Finlandia e l'Estonia. Nella nuova capitale, facente parte dell'eparchia di Novgorod, furono consacrate dal metropolita Iov la Fortezza e la Cattedrale dei Santi Pietro e Paolo. L'autorità sulla nuova capitale verrà meno nel 1742 (quando sarà eretta l'eparchia di San Pietroburgo) ma che finirà definitivamente solo nel 1892. Il vicario di Iov, Feofan Prokopovič, divenne uno dei principali consiglieri di Pietro il Grande in materia di religione e contribuì all'emanazione di nuovi regolamenti spirituali e alla creazione del Santissimo Sinodo che governò la Chiesa russa fino al 1917. Nel 1725 divenne arcivescovo di Novgorod.

### Il periodo sovietico

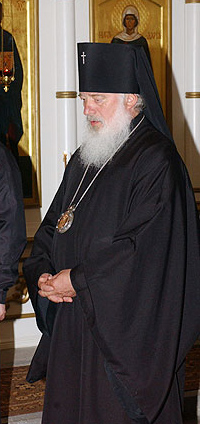
L'arcivescovo Lev Cerpickij

Dal 1922 al 1936, tredici vescovi di Novgorod furono nominati dalla Chiesa Vivente, un movimento scismatico sponsorizzato dalle autorità sovietiche per indebolire e dividere la Chiesa ortodossa russa. L'ultimo di questi vescovi, Veniamin Molchanov, in seguito divenne arcivescovo della Chiesa Vivente di Alma-Ata. Nell'ambito della Chiesa ortodossa ufficiale, l'arcivescovo di Novgorod Arsenio II fu tra i candidati al patriarcato durante il Concilio di Mosca che poi elesse Tichon. Negli anni '20, al pari di moltissimi altri membri della Chiesa, subì ripetuti arresti e nel 1926 fu esiliato in Asia Centrale. Nel 1933 divenne vescovo di Tashkent e tre anni dopo morì. Lo ricorda una targa posta sulle mura del palazzo arcivescovile di Novgorod. Durante l'assenza forzata di Arsenio II, l'eparchia fu retta da una serie di vicari, tra cui il futuro patriarca di Mosca Alessio I, il quale nel 1933 divenne metropolita di Novgorod, sostituito poi nel 1937 da Benedetto.
Nel 1943 l'eparchia di Novgorod fu riunita a quella di Leningrado, a seguito della formale distensione dei rapporti tra la Chiesa e il governo sovietico. Alessio I venne nominato metropolita di Leningrado e Novgorod e fu uno dei tre vescovi che incontrarono Stalin il 4 settembre 1943 per discutere la sistemazione della situazione legale della Chiesa. Nel 1945 fu eletto patriarca e guidò la Chiesa ortodossa russa fino alla sua morte, avvenuta nel 1970. Anche il patriarca Alessio II ricoprì la carica di metropolita di Leningrado e Novgorod immediatamente prima di divenire capo della Chiesa russa nel 1990. Da patriarca riconsacrò la Cattedrale di Santa Sofia e ristabilì l'autonomia dell'eparchia di Novgorod rispetto a quella di Leningrado (città tornatasi a chiamare San Pietroburgo).

### Attualità
L'attuale arcivescovo è Lev Cerpickij. Giunto da Tashkent nel 1990 per essere nominato vescovo di Novgorod, nel 1995 fu innalzato al rango di arcivescovo. Egli ha supervisionato la riapertura di numerose chiese dell'eparchia, il ritorno della Cattedrale di Santa Sofia alla Chiesa ortodossa russa, nonché l'apertura di un seminario presso il Monastero Zverin.